# سانی تافتس
سانی تافتس (انگلیسی: Sonny Tufts; ۱۶ ژوئیهٔ ۱۹۱۱ – ۴ ژوئن ۱۹۷۰) هنرپیشه اهل ایالات متحده آمریکا بود.
از فیلم‌ها یا برنامه‌های تلویزیونی که وی در آن نقش داشته است می‌توان به خارش هفت‌ساله و حکومت دختر اشاره کرد.